# Танаилиди, Памфилия Николаевна
Памфилия Николаевна Танаилиди (азерб. Panfiliya Nikolayevna Tanailidi, греч. Παμφυλία Ταναϊλίδη; 1891, Мазра, Елизаветпольская губерния — 15 октября 1938, Баку) — азербайджанская советская актриса театра и кино.

## Биография

### Ранние годы. Начало театральной деятельности
Памфилия Танаилиди родилась в 1891 году в селе Мазра Зангезурского уезда Елизаветпольской губернии, в семье понтийских греков — выходцев из Османской империи. Позднее семья Танаилиди переехала в Тифлис.
Памфилия с детства в совершенстве владела турецким языком. После переезда в Тифлис выучила русский и грузинский языки. С ранних лет Памфилия Танаилиди проявляла интерес к искусству, особенно к театру, выступала как актриса и танцовщица в спектаклях и различных мероприятиях, подготовленных азербайджанской театральной труппой Тифлиса. Позднее она выступала вместе с Мирза Али Аббасовым, Ашрафом Юзбашовым, Мирсейфеддином Кирманшахлы, Мирзаджаном Кулиевым, Габибом Кочарлинским, Надиром Ибрагимовым, Мустафой Мардановым, Мовсуном Санани и другими известными актёрами Тифлисского азербайджанского театра.
Так как в начале XX веке женские роли на сцене азербайджанского театра, в том числе в тифлисской азербайджанской труппе, исполняли или мужчины или же женщины другой национальности, то знавшая в совершенстве азербайджанский язык Памфилия Танаилиди была большой находкой для азербайджанского театра. Азербайджанский публицист, автор ряда исследований по истории Тифлисского азербайджанского театра, Рза Шахвелед писал, что на сцене невозможно было понять, что госпожа Танаилиди не является азербайджанкой.
Танаилиди наряду с азербайджанским театром выступала и в спектаклях греческого театра Тифлиса.

### Выступление с азербайджанской труппой Тифлиса
В 1909 году в течение одного месяца Танаилиди выступала в постановках ряда пьес («Ага Мухаммед шах Каджар», «Несчастный юноша», «Альмансур», «Надир-шах», «Бедное дитя» и др.) бакинской труппы, приехавшей на гастроли в Тифлис и Батуми вместе с Гусейном Араблинским. В 1914 году она выступила на одной сцене вместе с Араблинским в ещё одном спектакле, поставленным Мирза Али Аббасовым по пьесе Алигейдара Амири «Сад ибн Ваггас», исполнив роль Фатимы. В своей рецензии к постановке молодой публицист Азиз Шариф в газете «Закавказье» писал, что постановка приобрела большой успех, все актёры, в том числе Памфилия Танаилиди «сыграли очень хорошо, благодаря усилиям Араблинского они создали прочный ансамбль».
В сезоне 1912-1923 гг. Тифлисский азербайджанский театр поставил более 40 произведений на сцене, среди которых были «Отелло», «Надир-шах», «Мертвецы», «Разбойники», «Разорённый союз», «Из под дождя да под ливень», «Не та, так эта», «Аршин мал алан», «Гаджи Кара», «Ревизор» и др. Одной из актрис в этих постановках была Танаилиди. В 1915 году выступила в роли Телли в постановке Мирзаджаном Кулиевым оперетты «Аршин мал алан» У. Гаджибекова.
В 1916 году Танаилиди вместе  азербайджанской труппой Тифлиса была на гастролях в Эривани, где играла в постановках пьес «Мертвецы», «Аршин мал алан», «Несчастный юноша». Вместе с этой труппой была также на гастролях в Тебризе (1917) и в Стамбуле (1919).
С 1921 года Памфилия Танаилиди была актрисой Тифлисского азербайджанского драматического театра.

### В Азербайджанском государственном драматическом театре
Весной 1924 года главный режиссёр Тифлисского азербайджанского государственного драматического театра Александр Туганов был приглашён в Баку, в Азербайджанский государственный драматический театр и продолжил свою театральную деятельность в Азербайджане. Именно по его приглашению Памфилия Танаилиди с 1925 года стала выступать на сцене Азербайджанского драматического театра.
На сцене этого театра Танаилиди создавала образы Кябля Фатмы («Мертвецы» Дж. Мамедкулизаде), Эмилии («Отелло» У. Шекспира), Шамама джаду («Волшебница Пери» А. Ахвердова), Крестьянки («Хромой Тимур» Г. Джавида), Тамары («Октай Эль-оглы» Дж. Джаббарлы), Бёюкханым («Айдын» Дж. Джаббарлы) и др.
Помимо театра Танаилиди снималась в Азербайджане в художественных фильмах «Исмет» (1934, режиссёр Микаил Микаилов) и «Алмас» (1936, режиссёры Ага-Рза Кулиев и Григорий Брагинский).
- Роли в исполнении Памфилии Танаилиди на сцене Азербайджанского государственного драматического театра
- Королева («Человек, который смеётся» В. Гюго). 1929—1930
- Фея Берилюна («Синяя птица» М. Метерлинка). 1936—1937

### Репрессия и гибель
В 1937 году актриса Азербайджанского драматического театра Памфилия Танаилиди была арестована по сфабрикованному делу. Её обвиняли в шпионаже в пользу Ирана и антисоветской пропаганде. Танаилиди гастролировала в Иране. Против неё были использованы похвалы в отношении иранских сигарет и встреча со старой знакомой гражданкой Ирана.
Так, когда бывшая актриса бакинских театров Гевхар Газыева приехала из Ирана в Баку, то подарила своей старой подруге и коллеге Танаилиди иранские сигареты, которые Танаилиди похвалила, заметив, что «наши сигареты — мусор». Одним из основных обвинений следствия была именно эта встреча актрисы с гражданкой Ирана Газыевой «с целью шпионажа», а также дружба с арестованным как «враг народа» и повесившимся в камере публицистом Ахмедом Триничем. На длившемся всего 15 минут судебном заседании Танаилиди была приговорена к расстрелу. Приговор был приведён в исполнение в октябре 1938 года. Танаилиди до конца отказывалась признавать себя виновной. Она была реабилитирована лишь в 1957 году (посмертно).

## Фильмография
| Год  |   | Название | Роль      |
| ---- | - | -------- | --------- |
| 1934 | ф | Исмет    | знахарка  |
| 1936 | ф | Алмас    | Фатманиса |